# Rivoluzione digitale

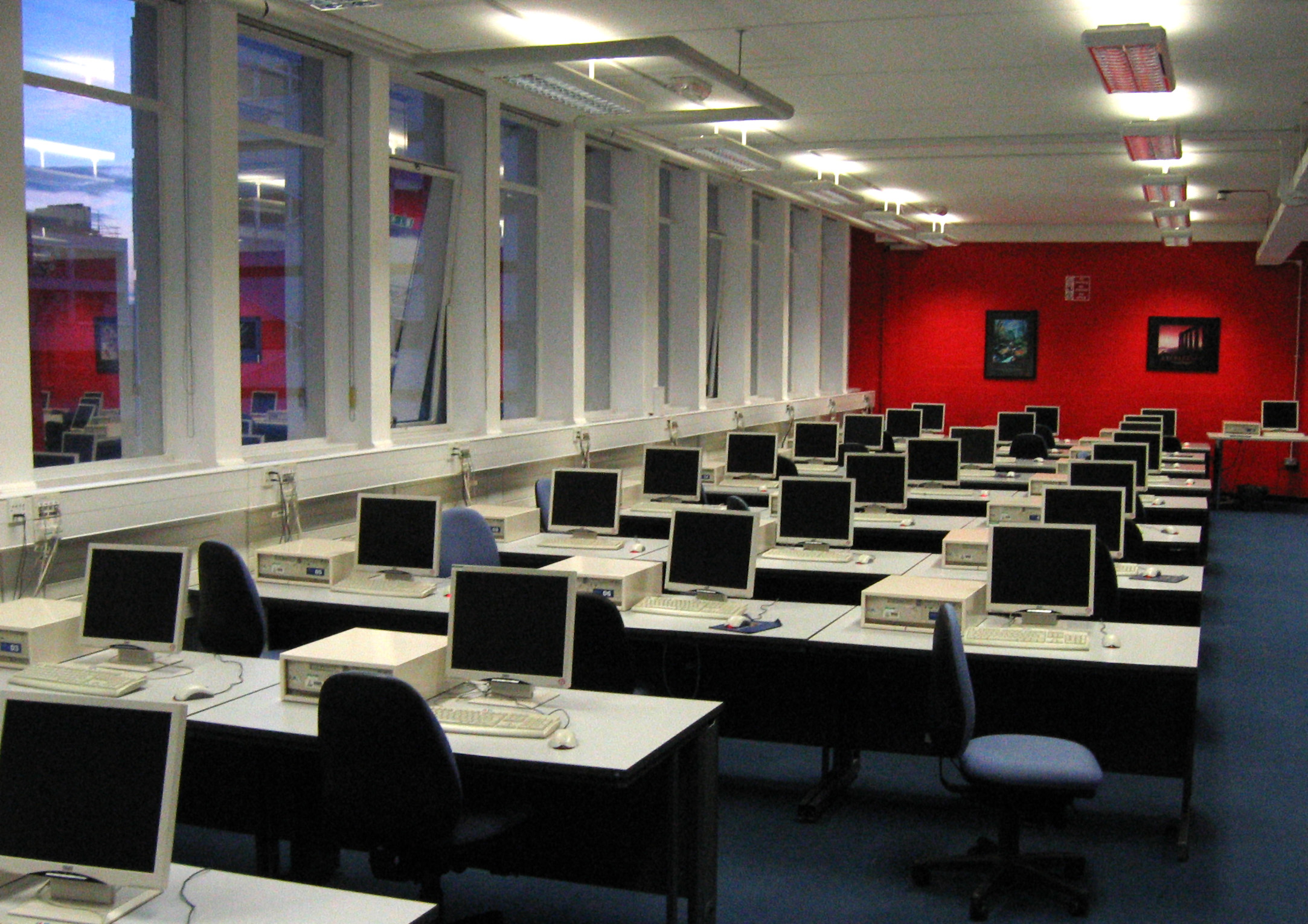
Laboratorio informatico universitario, con molte postazioni di PC

La rivoluzione digitale è il passaggio dalla tecnologia meccanica ed elettronica analogica a quella elettronica digitale che, iniziato nei paesi industrializzati del mondo durante i tardi anni cinquanta, è proseguito fino ai giorni nostri in varie fasi storiche, all'interno della cosiddetta terza e quarta rivoluzione industriale.
Si fa riferimento a questo periodo di cambiamento e di sviluppo tecnologico anche con l'espressione rivoluzione informatica, per indicare gli ampi cambiamenti socio-economici apportati dalle Tecnologie dell'Informazione e della Comunicazione (TIC, o in inglese ICT). Grazie allo sviluppo di dispositivi interattivi, World Wide Web, digitale terrestre e smartphone, si è assistito alla proliferazione e alla moltiplicazione dei canali d'accesso all'informazione, che hanno cambiato le modalità in cui avviene l'atto comunicativo.
Con era digitale o era dell'informazione, si intende dunque la fase storica caratterizzata dall'ampia diffusione che hanno avuto i vari prodotti digitali e tutta quella serie di cambiamenti sociali, economici e politici avvenuti in merito all'avvento della digitalizzazione di gran parte degli accessi all'informazione e che hanno portato all'attuale società dell'informazione.

## Descrizione

### La rivoluzione informatica
Il concetto di "era dell'informazione" è stato discusso per la prima volta in Age of Information: An Interdisciplinary Survey of Cybernetics da T. C. Helvey nel 1971, mentre quello di "rivoluzione informatica" in Information Revolution da Donald M. Lamberton nel 1974. Sono stati proposti altri termini che si focalizzano su differenti aspetti di queste tendenze sociali.
Lo scienziato britannico John Desmond Brenal, alla fine degli anni Trenta introdusse l'espressione «rivoluzione tecnica e scientifica» nel suo libro The Social Function of Science per descrivere il nuovo ruolo che la scienza e la tecnologia stavano venendo ad assumere. Il suo approccio era basato sul concetto che la scienza stava diventando una "forza produttiva", quindi un concetto che si innestava in maniera compatibile nella cornice marxista. Dopo alcune controversie, l'espressione fu adottata da autori ed istituzioni di quello che allora era il blocco sovietico. Il loro obiettivo era di mostrare che il socialismo reale era l'ambiente ideale per la rivoluzione tecnico-scientifica, cui ci si riferiva con l'acronimo STR (dall'inglese Scientific Technical Revolution).
Nel 1973, Daniel Bell sfidò l'approccio di Brenal con il suo testo L'avvento della società post-industriale, considerando la società come tendente a un'economia dei servizi, piuttosto che al successo del socialismo reale applicato nel blocco sovietico. L'approccio di Bell sembra a sua volta essere pieno di incongruenze. Il modello di Colin Clark (usato da Bell) non è applicabile alla New economy attuale perché il "terzo settore" risulta essere la rimanenza dei primi due. In alcune formulazioni si è usciti addirittura dalla tripartizione industriale (agricoltura, industria, servizi) e si è parlato per estensione di settore quaternario, quinario, ecc.
Il termine rivoluzione dovrebbe essere preferito ad altri come "economia" o "società", per dare l'idea dei colossali cambiamenti sociali operati dalla rivoluzione agricola e dalla rivoluzione industriale. Sulla rivoluzione informatica si appoggia poi lo sviluppo della cosiddetta New economy. La caratteristica principale della cosiddetta New economy è l'informazione. L'informazione assieme alla materia ed all'energia fa parte dei blocchi costitutivi dell'universo. L'informazione è anche il tema centrale delle nuove scienze, che emergono a partire dal 1940, e principalmente la definizione del campo di indagine della teoria dell'informazione ad opera di Claude E. Shannon e della cibernetica ad opera di Norbert Wiener nel 1948. L'informazione comincia a diventare sempre più un'attività economica, giacché industrie ed istituzioni sono coinvolte nella raccolta, elaborazione, produzione, trasmissione e distribuzione dell'informazione. Il lavoro stesso viene diviso tra «lavoro informativo» e lavoro manuale.
Si fa dunque avanti l'esigenza di definire un nuovo settore economico, ovvero quello del settore dell'informazione, che avrebbe assorbito attività della vecchia suddivisione in secondario e terziario. Porat (1976) misurò negli Stati Uniti il settore dell'informazione utilizzando un approccio input-output, l'OECD incluse statistiche sul settore dell'informazione nelle relazioni economiche dei suoi stati membri, e Veneris (1984, 1990) esplorò gli aspetti teorici, economici e regionali della rivoluzione informatica e sviluppato una dinamica dei sistemi, una simulazione ed un modello computazionale.

### Analogico e digitale

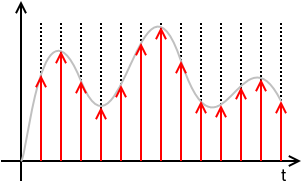
Nel grafico, la curva rappresenta una grandezza analogica, mentre le frecce i campioni, ovvero quantità discrete

Una grandezza è analogica quando essa può assumere tra un valore e un altro tutti i valori intermedi, almeno per certi intervalli, mentre una grandezza digitale assume solo valori discreti, in cui la differenza minima tra un valore e l'altro non è mai inferiore a una determinata quantità. Una grandezza digitale è facilmente rappresentabile in forma numerica: perciò, dovendo effettuare dei calcoli, è possibile operare agevolmente su di essa con macchine di tipo numerico, quali gli elaboratori elettronici. Attraverso opportuni circuiti elettronici è possibile trasformare una grandezza analogica in digitale, sulla quale possiamo più facilmente operare attraverso un computer, così come, in modo inverso, possiamo avere situazioni in cui grandezze digitali vengono ritrasformate in analogiche per renderle idonee al loro utilizzo.
La digitalizzazione è la trasformazione di un segnale continuo nel tempo (ad esempio un suono) e/o nello spazio (ad esempio un'immagine) in un segnale discreto, mediante una conversione analogico-digitale. La conversione esegue un campionamento del segnale a intervalli regolari di tempo e/o spazio, producendo un insieme discreto di valori che approssimano il segnale iniziale. Un esempio di questo tipo di trasformazione è dato dalla registrazione musicale su CD, che avviene campionando i segnali originali e trasformandoli in segnali numerici. Attraverso un sistema di lettura a laser, i valori digitali "scritti" sul disco vengono ritrasformati in un segnale continuo, quindi analogico, percepibile dall'orecchio umano.
Quanto più fitti sono i campioni, tanto più il segnale digitalizzato assomiglierà alla forma d'onda originaria. È intuitivo comprendere come, a livello teorico, la grandezza digitalizzata sarebbe perfettamente identica a quella in ingresso solo se il numero di campioni fosse infinito.

### Crescita dell'utilizzo delle tecnologie digitali

Grafico degli "Utenti di Internet per 100 abitanti, dal 1997 al 2017" basato sui dati di "Individuals using the Internet 2005 to 2014", e "Internet users per 100 inhabitants 1997 to 2007", ICT Data and Statistics (IDS), International Telecommunication Union (ITU).

Alla fine degli anni Ottanta, meno dell'1% dell'informazione mondiale tecnologicamente archiviata, era in un formato digitale, mentre lo era in una percentuale del 94% nel 2007. L'anno 2002 è considerato il momento in cui l'umanità fu capace di immagazzinare una maggiore quantità di informazione in una forma digitale, piuttosto che analogica ("l'inizio dell'Era Digitale").
Si è stimato che la capacità mondiale di immagazzinare informazioni è aumentata dal 2,6 (ottimamente compressi) exabytes nel 1986, a circa 5000 exabytes nel 2014 (5 zettabytes).
Per l'analisi statistica completa delle utenze telefoniche e web, dal 2001 al 2016, clicca qui per scaricare il report (sotto forma di foglio di calcolo) della ITU World Telecommunication.

#### Cambiamenti delle tecnologie
I seguenti elenchi segnalano i cambiamenti cruciali nell'utilizzo delle tecnologie analogiche/digitali.
Anni 1950
- Computer analogico → Computer digitale

Anni 1980
- Telex → Fax
- Cilindro fonografico, Disco in vinile, Musicassetta → Compact Disc

Anni 1990
- Telefonia mobile analogica (1G) → Telefonia mobile digitale (2G)
- Macchina per scrivere → videoscrittura
- Telegramma → e-mail

Anni 2000
- VHS → DVD
- Fotografia analogica (lastra fotografica e pellicola fotografica) → Fotografia digitale
- CRT → Display al plasma
- Cinematografia analogica (pellicola cinematografica) → Cinematografia digitale

Anni 2010
- Televisione analogica → Televisione digitale
- Termometro analogico → Termometro digitale (termometri analogici ancora nel mercato nuovi nel 2024)
- Fax → †
- CCFL backlit LCD → †

Anni 2020 (previsione)
- Radio analogica → Radio digitale
- Stampa offset → Stampa digitale
- Telefonia fissa (voce) → †
- Telefonia pubblica → †
- Posta → †

### L'informatizzazione e l'economia digitale
L'informatizzazione è l'introduzione e l'applicazione di sistemi e reti informatiche di computer a un certo settore o attività economica/lavorativa (ad esempio l'informatizzazione della pubblica amministrazione); L'informatizzazione prevede l'automatizzazione delle procedure d'ufficio mediante l'uso di computer e software, in luogo dei vecchi supporti cartacei e delle macchine da scrivere. (ad esempio per l'invio della corrispondenza interna aziendale, oggi praticata tramite e-mail al posto delle vecchie lettere di carta).
Il fenomeno dell'informatizzazione è avvenuto tra gli anni Ottanta (America) e gli anni Novanta (Italia).

### Società dell'informazione
Il termine società dell'informazione è usato da alcuni sociologi per indicare l'attuale società post-industriale, spesso a seguito della terza rivoluzione industriale. Ciò che più spiccatamente la caratterizza è il prevalere di un bene immateriale come l'informazione rispetto all'industria, il settore dell'economia che è stato trainante per tutto il XX secolo, e più in generale dei servizi o terziario. Oggi l'informatica (apparecchi digitali e programmi software) e le telecomunicazioni (le reti telematiche) sono i due pilastri su cui si regge la "società dell'informazione".
È all'interno della società dell'informazione contemporanea che si fa strada l'idea di "intelligenza collettiva" che Pierre Lévy definisce come «un'intelligenza distribuita ovunque, continuamente valorizzata, coordinata in tempo reale, che porta ad una mobilitazione effettiva delle competenze». Nell'attuale mondo del "capitalismo informazionale", così definito da Manuel Castells, il contesto globale vede il valore e lo status sociale ed economico sempre più intrecciati con le capacità di stringere relazioni dinamiche di natura comunicativa ed informazionale. Sono cioè legati a beni e prestazioni o che incorporano informazione o che ne sono direttamente costituiti. Informazione, formazione e comunicazione costituiscono oggi il "geroglifico della merce", la moneta e nello stesso tempo il simbolo di una società sempre più intrecciata con i "bit informazionali" e sempre più mediata da un componente di natura digitale sia esso denaro, informazione finanziaria, economico-commerciale, culturale, mediatica o formativa.

## Aspetti della rivoluzione digitale

### L'invenzione del moderno computer
Secoli prima che si verificasse la rivoluzione informatica, esistevano comunque già dispositivi di calcolo digitali, come l'abaco (inventato dai Sumeri nel 2700-2300 a.C.), la Stepped Reckoner di Leibniz, o la Macchina Analitica di Babbage. I primissimi computer moderni digitali furono lo Z1, realizzato nel 1936 da Konrad Zuse in Germania, e l'ENIAC, realizzato dagli statunitensi John Mauchly e J. Presper Eckert, aiutati da John von Neumann. Tra calcolatori moderni successivi, si citano l'EDVAC e l'UNIVAC.
Il 16 dicembre 1947, John Bardeen, William B. Shockleye Walter Houser Brattain, lavorando ai Bell Labs, eseguirono l'esperimento che risultò nel primo riconoscimento del transistor: il transistor sarà annunciato al pubblico nel 1948.
Nel 1971, Ted Hoff, Stanley Mazor, e Federico Faggin svilupparono il microprocessore Intel 4004; conteneva 2300 transistor su un chip di silicio 7x7 mm e poteva elaborare 4 bit a un tasso di 60.000 cicli al secondo. Fu il primo processore general-purpose programmabile ad essere introdotto nel mercato.

#### Il personal computer

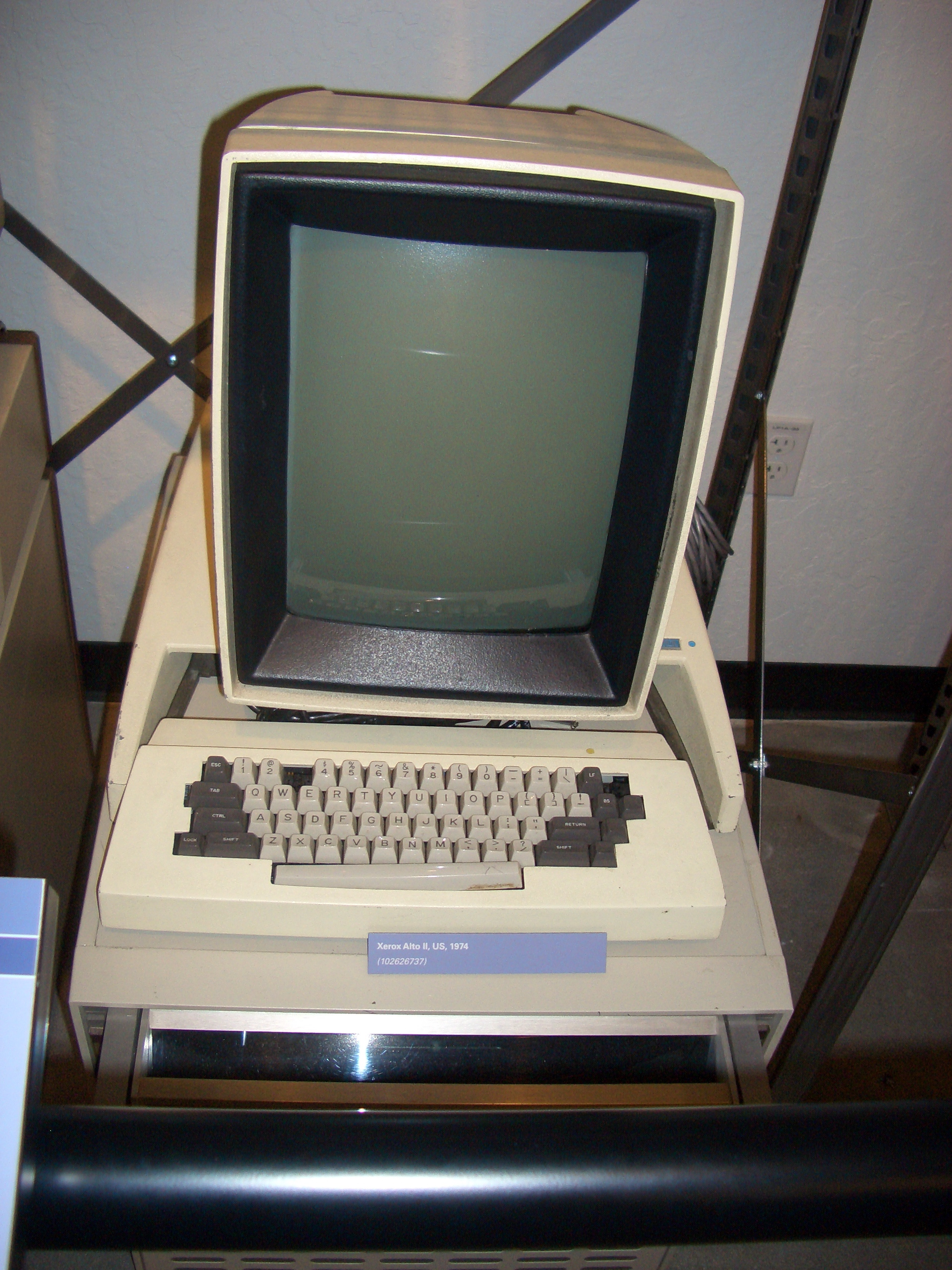
Computer Xerox Alto

Colui che per primo riuscì a intuire la necessità di sfruttare la potenza di calcolo in eccesso per costruire applicazioni che semplificassero l'interazione uomo/computer fu Alan Kay, allora dipendente del centro di ricerca della Xerox di Palo Alto. Allo scienziato statunitense dobbiamo l'invenzione del primo linguaggio di programmazione orientata agli oggetti (il linguaggio Smalltalk).
Il settore della computer grafica e delle interfacce "naturali" era, tra gli anni Settanta e Ottanta, in ebollizione, e Kay assorbì idee dalle fonti più disparate. Seguì una lezione di Marvin Minsky del MIT sull'intelligenza artificiale e sul modo orribile in cui le scuole stritolavano la creatività dei giovani studenti rinunciando a insegnare loro ad affrontare la complessità con la fantasia. A un convegno dell'Università dell'Illinois, Kay vide un rudimentale display al neon e a schermo piatto in vetro sottile. Lo associò alle dimostrazioni dell'oN Line System, calcolò a spanne l'effetto della legge di Moore e capì che i display grafici con finestre, icone, ipertesto e cursore controllato da un mouse si sarebbero potuti incorporare in piccoli computer entro un decennio. Di tali computer, ne descrisse alcuni tratti nella sua tesi di dottorato: prima di ogni cosa, il personal computer doveva essere semplice («Lo si deve poter imparare da soli») e non ostile («La gentilezza dev'essere una parte integrante»).
Grazie alla sua teorizzazione, gli utenti inizieranno a interagire con un computer manipolando graficamente degli oggetti, invece di dover imparare lunghe e complesse sequenze di comandi da impartire con la tastiera. Il lavoro di Kay fu dunque ripreso da Apple per la realizzazione del rivoluzionario (e fallimentare) Lisa, il primo personal computer dotato di GUI (Graphical User Interface); era il 1984 e proprio in quegli anni, grazie ad aziende come Commodore e Apple nacque il "computer per le masse, non per le classi", come amava sentenziare Jack Tramiel, fondatore di Commodore e inventore di quello che ancora oggi è considerato il computer più venduto della storia: il Commodore 64.
Prima dei personal computer, alcuni produttori, tra cui l'italiana Olivetti, avevano realizzato dei sistemi dedicati di videoscrittura: un computer centrale gestiva più postazioni di lavoro, in ognuna delle quali una dattilografa componeva il testo (che vedeva su un piccolo schermo), e che prima di essere mandato in stampa poteva essere corretto elettronicamente, grazie ad alcune funzioni elementari di gestione del testo. In seguito furono realizzate macchine singole per videoscrittura, vie di mezzo tra i grandi sistemi centralizzati e la macchina per scrivere: la loro struttura era, in realtà, molto simile a quella di un PC, ma potevano eseguire solo il software di scrittura precaricato.
L'arrivo dei personal computer portò su ogni scrivania una potenza di calcolo che oggi può far sorridere, ma che allora sembrava straordinaria. Una delle prime applicazioni fu proprio il tentativo di creare un sistema per l'elaborazione di testi (in inglese word processing) che superasse definitivamente i limiti della macchina per scrivere: la produzione di copie e la gestione degli errori di battitura.
La diffusione dei personal computer e soprattutto dei meno costosi home computer portò anche all'introduzione massiccia dei computer nelle case, come un nuovo strumento di potenziale interesse per tutta la famiglia. Il fenomeno ebbe inizio soprattutto negli Stati Uniti, dove il numero stimato di computer domestici salì dai 5000 del 1978 ai 5 milioni del 1982.

### I supporti di memorizzazione

Lato di un CD dove vengono letti e scritti i dati

I primi mezzi veramente semplici da utilizzare per l'immagazzinamento e il trasferimento dei dati furono i floppy disk da 8 pollici, costosissimi e in grado di memorizzare al massimo 128Kb di dati, poi sostituiti dai floppy da 5 pollici (360Kb) e infine dal floppy disk da 3,5 pollici, in grado di memorizzare fino a 1.4 megabyte di dati. Il più importante mezzo di archiviazione fisica è però l'hard disk, introdotto nel personal computer agli inizi degli anni Ottanta. Sempre nell'ambito dell'archiviazione fisica, le memorie ottiche sono di due tipi: analogiche, come i videodischi e digitali come il CD-ROM. La differenza consiste nel modo di registrazione dei dati, di tipo analogico nel primo caso e di tipo digitale nel secondo, anche se ambedue sono basate su un sistema di memorizzazione e di lettura che utilizza la tecnologia laser. Nel videodisco la registrazione è attuata lungo una pista a spirale che viene letta da un raggio laser su una superficie riflettente piana. Il videodisco è nato agli inizi del 1970 presso i laboratori della Philips ed è stato diffuso commercialmente nel 1978. Il primo Compact Disc (alias CD) apparso sul mercato è stato il CD Audio, proposto sempre dalla Philips e dalla Sony.
L'aumentata capacità di "storage" comportò la lenta e inesorabile fine degli archivi cartacei. Milioni di dati e transazioni iniziarono a essere memorizzate in dispositivi di massa non più grandi di un libro. I CD non furono più soltanto ottimi media adatti ad ascoltare musica di qualità superiore, ma anche mezzi economici grazie ai quali registrare audio di buona qualità a costi bassissimi. Le audiocassette lentamente sparirono dal mercato, i giovani artisti cominciarono a sfruttare in modo sempre più massiccio i computer, sia per la produzione delle loro opere, sia per la diffusione delle stesse, attraverso CD Audio che potevano essere riprodotti in gran numero e in poco tempo.
Nei primi cinque anni del XXI secolo una nuova tipologia di memoria di massa, il DVD, acronimo di Digital Versatile Disc o Digital Video Disc, ha preso il sopravvento da una parte sul CD-ROM tradizionale e dall'altra sulla videocassetta VHS. Il DVD è una particolare tipologia di disco ottico digitale, in grado di memorizzare una quantità di informazioni notevolmente superiore a quella del CD-ROM.
Le chiavette USB (introdotte nel 2000), dette anche comunemente pennette, e le schede di memoria estraibili – le stesse utilizzate nelle macchine fotografiche digitali – si basano sullo stesso principio: si tratta in entrambi i casi di memorie Flash, molto simili alle memorie interne del personal computer. Si collegano al PC tramite il connettore USB. Questi dispositivi non richiedono un alimentatore, perché prendono la poca corrente che serve al loro funzionamento direttamente dal computer, sempre attraverso la connessione USB.
Il Blu-ray o Blu-ray Disc (sigla ufficiale BD) è un supporto di memoria di tipo ottico. È stato progettato per soppiantare il DVD, in quanto, a differenza di quest'ultimo, è in grado di memorizzare contenuti in Full HD (1080p) e Ultra HD (2160p). Il formato BD fu sviluppato dalla Blu-ray Disc Association. Sony svelò i primi prototipi di tale formato nell'ottobre del 2000, e il primo prototipo di lettore fu rilasciato nell'aprile del 2003 in Giappone. In seguito, esso continuò ad essere sviluppato fino al proprio rilascio ufficiale nel giugno del 2006.

### La multimedialità
Negli anni Ottanta del XX secolo lo scenario dell’industria informatica è stato dominato dalla diffusione dei personal computer; negli anni Novanta si è avuto un fenomeno analogo per la diffusione dei sistemi multimediali, che si è ulteriormente accentuato nei primi anni del nostro secolo con lo sviluppo congiunto delle telecomunicazioni, particolarmente nel campo della telefonia e della videotelefonia cellulare.
Il concetto di multimedialità si basa sulla possibilità d'accedere, attraverso l'elaboratore elettronico, a una varietà di media. I sistemi multimediali sono prodotti tecnologici, centrati sul computer, che consentono tale accesso. Essi rendono possibile il pensiero creativo, la soluzione di problemi e lo sviluppo di attività lavorative e ricreative attraverso collegamenti in rete di individui e gruppi. Un sistema multimediale opera su testi, grafica, animazione e audio, utilizzando software interattivo. Il prefisso "multi" si riferisce alle numerose forme, proprie del computer, in cui l’utente può effettuare la propria esperienza. Il termine indica la tendenza a un utilizzo coordinato di tutti i sensi di percezione della persona (sensory computing) e a un impiego di molteplici facoltà umane; vista, udito e tatto sono correntemente utilizzati.
Sono stati presentati sistemi che interagiscono con la gestualità delle persone e, in esposizioni e musei di tecnologie avanzate, per esempio alla Cité des Sciences et de l’Industrie di Parigi, sono comparsi, dal 1986, persino computer olfattivi.
Il concetto di ipermedialità è uno sviluppo dell’idea di ipertestualità che, concepita negli anni Quaranta del secolo scorso, fu introdotta nel 1960 da T. Nelson per indicare la possibilità di costruire e utilizzare in modo non-lineare e associativo parti di testi, nelle loro diverse modalità di presentazione come libri, appunti, note. Il prefisso "iper" sottolinea l’aspetto qualitativo, rappresentato dal superamento della struttura sequenziale della fruizione d’informazioni e non quello quantitativo, rappresentato dal volume e dalla eterogeneità degli archivi. Pertanto, un sistema informatico multimediale non necessariamente è ipermediale, anche se i due termini sono spesso usati come sinonimi.
Un sistema ipermediale opera su documenti multimediali, cioè insiemi di dati, significativi per l’utente, rappresentati su media diversi e fruibili da uno stesso dispositivo. Per esempio, un documento può essere un intervento formativo composto da una parte descrittiva testuale, da una parte illustrativa costituita da immagini e sequenze video e da una parte sonora. L’intervento può, nella sua interezza, essere fruito dall'utente tramite computer mentre, in origine, venivano usate modalità diverse, come la lezione in aula, il software didattico su computer, i filmati su televisore e videoregistratore o lettore di DVD.
Un esempio di sistema ipermediale è proprio Wikipedia.

#### Convergenza al digitale
La rivoluzione digitale o l'era del computer ha come punto di partenza il computer che non è solo principalmente uno strumento per rappresentare in forma statica i dati, ma diventa uno strumento potentissimo per lavorare sull'informazione. La convergenza al digitale (trasformazione dell'informazione in formato digitale) è il fulcro della rivoluzione digitale con cui le informazioni di tipo diverso vengono scritte attraverso lo stesso linguaggio di base (il linguaggio dei bit) e gestite attraverso lo stesso strumento (il computer).
La convergenza al digitale (intesa come il progressivo trasferimento verso il formato digitale di tipologie diverse di informazione tradizionalmente collegate a media diversi) rende possibile una integrazione strettissima e totalmente inedita fra codici e linguaggi estremamente lontani tra loro. Questo processo non è da considerare come il frutto automatico di un mero progresso tecnologico; dal momento che esso coinvolge direttamente i modi di rappresentare, scambiare e organizzare l'informazione, la rivoluzione digitale non va intesa come una semplice riformulazione in un linguaggio nuovo di una realtà preesistente: ha forme nuove rese possibili dalla tecnologia, ma è frutto di scelte che trascendono la teoria del determinismo tecnologico.

#### Console per videogiochi
Una console è un apparecchio elettronico di tipo special-purpose concepito esclusivamente o primariamente per giocare con i videogiochi. Numerose sono le industrie e le aziende che hanno prodotto e realizzato console di ogni tipo. Così come avviene nel mondo dei personal computer, anche il mercato delle console presenta una classificazione con la quale si categorizzano i diversi tipi di dispositivi. Le console infatti vengono distinte in "portatili" e "da tavolo" (o "fisse"). Le console portatili (come il Game Boy, Nintendo DS o PlayStation Portable) sono dispositivi palmari di piccole dimensioni dotati di schermo a cristalli liquidi (monocromatico o a colori, come nei dispositivi più moderni) oppure OLED (es. PS Vita, Nintendo Switch OLED), lettore di cartucce elettroniche o dischi ottici, nelle quali si trova memorizzato il programma, e alimentazione a batterie.
Le console "da tavolo" sono costituite da maggiori dimensioni, circuiteria più complessa (simile a quella dei moderni personal computer), presenza di connettori dove collegare periferiche come gamepad o altro, un cavo per l'alimentazione e uno per la connessione a uno schermo televisivo. Questi dispositivi si distinguono dai normali personal computer per la loro ridotta espandibilità, per la disponibilità quasi nulla di applicazioni non dedicate all'intrattenimento e per la facilità di utilizzo.
Sono generalmente composti da una base centrale, di dimensioni ridotte (all'incirca le dimensioni di una rivista cartacea mensile), contenente l'elettronica della console e i connettori di collegamento a:
- rete elettrica;
- dispositivi di comando remoti (joystick e/o gamepad);
- collegamento al monitor e/o al televisore di casa;
- slot per inserimento di cartucce programmate contenenti i giochi su cartuccia o in alternativa un lettore ottico;
- scheda di rete Ethernet che permette l'accesso a servizi online, internet e videogiochi multigiocatore.

#### Fotografia digitale
Negli ultimi anni Novanta, lo sviluppo dell'elettronica e dei dispositivi a stato solido, ma soprattutto la diffusione di massa dei personal computer multimediali, hanno portato al lancio della fotografia digitale come prodotto di grande diffusione. La prospettiva, presentata da tutte le case produttrici di apparecchi fotografici e di materiale sensibile, è quella del superamento della parte chimica della fotografia e cioè dell'eliminazione di tutto il processo basato sulla sensibilizzazione a opera della luce dei salì d'argento contenuti nell'emulsione stesa sulla pellicola e sulla carta fotografica.
Gli apparecchi fotografici digitali utilizzano al posto dell'emulsione sensibile spalmata sulla pellicola fotografica un dispositivo ad accoppiamento di carica derivato dall'esperienza nel campo dell’immagine astronomica e degli apparecchi da ripresa televisiva (videocamere a CCD), prima professionali e poi anche amatoriali.
Il chip a stato solido che costituisce il cuore dei CCD dapprima analizza l’intensità luminosa e le caratteristiche di colore di ciascun elemento dell'immagine (pixel) che si forma sul CCD. Questi dati vengono poi trasformati in impulsi elettrici che vengono registrati su un supporto magnetico standardizzato dell’apparecchio fotografico digitale. I dati relativi a ciascuna fotografia elettronica digitale possono essere quindi trasferiti a un computer sia attraverso una connessione diretta sia attraverso l’asportazione della memoria in cui sono custoditi e la lettura con un apposito lettore connesso al computer. In questo modo ciascuna foto può essere osservata sul monitor del computer oppure può essere stampata con un’apposita stampante su supporto cartaceo. Un punto di forza della fotografia digitale sta nella possibilità di elaborazione digitale dell’immagine che sfrutta la grande potenza dei personal computer e l'estrema sofisticazione dei programmi di elaborazione digitale delle immagini. Queste stesse potenzialità vengono applicate anche alle foto tradizionali su carta fotografica, che possono essere trasformate in segnali digitali tramite scanner anche di costo contenuto. In questo modo possono essere elaborate a piacere con l'utilizzo di effetti e di trucchi fotografici o anche con la semplice eliminazione di dominanti cromatiche di disturbo dovute a una cattiva qualità della ripresa.

### Internet

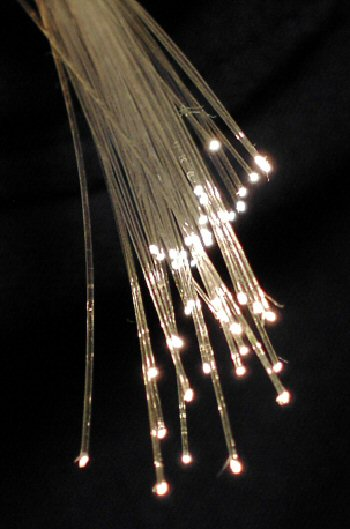
Fibre ottiche

L'idea di trasmettere dati in forma digitale tra due computer posti a enormi distanze fra loro nacque molto prima di internet. Nel 1968 il progetto della prima rete era pronto, e l'anno dopo fu assegnata alla società BEN la commessa per la realizzazione del primo nucleo. La rete era formata da quattro piccoli – per l'epoca – computer chiamati IMPs (Interface Message Processors), che fungevano da gateway per la connessione delle risorse locali. Per comunicare tra loro, gli IMPs utilizzavano linee telefoniche dedicate, mentre la connessione con i computer principali era realizzata tramite interfacce seriali progettate appositamente.
All'inizio, erano connesse alla rete solo quattro università: due sedi dell'Università della California, Stanford e l'Università dello Utah. Dopo un certo numero di tentativi, fallimentari o quasi, alla fine del 1969 tutti i nodi erano connessi in permanenza. Da questo momento, ARPANET iniziò a estendersi, dapprima lentamente, poi con ritmo sempre più rapido: nel 1973 erano connessi 40 nodi, cresciuti a 213 nel 1981, con una nuova connessione mediamente ogni venti giorni. Poi nacque Internet, ma per molti anni il sistema di comunicazione digitale più diffuso furono le BBS e il network Fidonet, che in Italia fu al centro del primo caso di azione legale a tutela del copyright, con metodi che già allora, alla conclusione delle indagini, si rivelarono inconsulti ed esagerati, colpendo persone che con la pirateria informatica avevano ben poco a che fare.
A quell'epoca per comunicare si utilizzavano modem, spesso di grosse dimensioni, la cui velocità di trasmissione variava dai 2400 baud dei primi modelli ai 9600 dei prodotti più veloci. Solo nel 1996 internet divenne un successo mondiale, ma era molto diverso dall'internet che attualmente conosciamo. Le connessioni avvenivano ancora su linee analogiche, ogni minuto di connessione aveva un costo, la maggior parte dei siti internet erano composti da solo testo e la stragrande maggioranza degli individui utilizzava internet solamente per scaricare la posta elettronica. La rivoluzione avvenne con la fibra ottica e, in Italia soprattutto, con le connessioni ADSL; la potenza di banda crebbe a dismisura e questo cambiò radicalmente internet. Il successo dell'ADSL in Italia è testimoniato dal fatto che dei 10 milioni di utenti Internet in banda stretta del 2001, ben 4 milioni erano passati nel 2004 alla banda larga ADSL; restavano ancora limitati gli utenti in fibra ottica. Contemporaneamente, la velocità dell'ADSL è salita mediamente da 256 kilobit/s (2001) a 1 megabit/s (2005).

Logo di Google nel 2010

Strettamente legato alla crescita di Internet è lo sviluppo dei portali, siti utilizzati da un gran numero di utenti come punto di accesso alla rete delle reti e punto di partenza per raggiungere eventualmente altri siti. Si tratta di ricchi contenitori di informazioni online, che offrono agli utenti servizi di orientamento, di guida cioè ad altri siti potenzialmente interessanti (veri e propri "consigli di navigazione"), notiziari personalizzati, servizi di commercio elettronico e di ricerca di informazioni in Internet. Molti portali hanno concluso accordi con motori di ricerca già consolidati, altri sono nati come tali. Si possono distinguere i portali orizzontali, che offrono servizi a un pubblico generico, indifferenziato (come Google, Yahoo, Altavista, Excite e in generale tutti i motori di ricerca), da quelli verticali, focalizzati su un determinato argomento (medicina, finanza, sport, ecc...) e indirizzati a un pubblico specifico, spesso costituito da operatori del settore (medici, agenti finanziari, ecc...). Entrambe le tipologie tendono a personalizzarsi, offrendo all'utente servizi ad hoc e filtrando le informazioni di suo interesse.

#### L'e-commerce
La più promettente delle attività associate a Internet è il commercio elettronico, o e-commerce, cioè l'attività commerciale effettuata mediante tecnologie informatiche. Il commercio elettronico è infatti qualsiasi tipo di transazione finalizzata alla vendita di un prodotto o di un servizio in cui gli attori interagiscono elettronicamente tramite il World Wide Web anziché attraverso contatti fisici. Si tratta di una modalità di attivazione delle relazioni di scambio tra offerta e domanda resa possibile dall'evoluzione della tecnologia (Internet, Intranet, personal computer, modem, televisione digitale, ecc...), della cultura (alfabetizzazione informatica, disponibilità a effettuare acquisti e vendite a distanza rinunciando a contatti fisici o limitando questi ultimi, abitudine a utilizzare strumenti di pagamento elettronici quali carte di credito, ecc...), della legislazione (direttive comunitarie in materia di vendite fuori dei locali commerciali anche telematiche, incentivi fiscali alle imprese che attivano formule di commercio elettronico), nonché dei sistemi che tutelano la sicurezza delle transazioni.
In relazione alla natura dei soggetti coinvolti si distinguono solitamente due tipi di commercio elettronico: business-to-business (B2B), quando sono coinvolte imprese sia come venditori sia come compratori, e business-to-consumer (B2C), quando l'interazione avviene tra imprese e consumatori. In particolare, B2B comprende le relazioni che un'impresa intrattiene con i propri fornitori per attività di approvvigionamento, di pianificazione e monitoraggio della produzione, o di ausilio nelle attività di sviluppo del prodotto, oppure con imprese clienti che rifornisce. Il volume del commercio B2B è molto più elevato di quello B2C a causa della maggior standardizzazione delle transazioni e della maggiore diffusione delle tecnologie di e-commerce.
Nella definizione corrente di commercio elettronico sono comprese scelte imprenditoriali molto diverse. Alcune imprese operano esclusivamente online (pure click); altre, e sono la maggioranza, sono ibride (click-and-mortar), ossia integrano la loro attività tradizionale con un canale elettronico oppure si limitano a gestire siti istituzionali. Negli Stati Uniti nel 2007 le vendite al dettaglio su Internet ammontavano soltanto al 3,2% del totale (126 miliardi di dollari in cifra assoluta); un successo maggiore è stato ottenuto dall'e-commerce in settori quali i computer e le apparecchiature elettroniche, gli articoli sportivi, l'hobbistica, i libri, i CD e DVD, i biglietti di viaggio. In Italia, nel 2009, secondo un'indagine campionaria dell'ISTAT, i beni e servizi più acquistati via web erano: biglietti ferroviari, aerei, ecc...; pernottamenti per vacanze; libri, riviste e materiale per la formazione a distanza; abiti e articoli sportivi; film e musica; attrezzature elettroniche; biglietti per spettacoli; software per computer, computer, servizi di telecomunicazione; articoli per la casa, ecc... Il vantaggio dell'acquisto diretto in questi casi dipende dall'alto costo di ricerca offline per beni che non sono largamente disponibili in tutti i negozi al dettaglio e che consentono una valutazione qualitativa anche in assenza di un contatto fisico (bassi costi di ricerca online).
Fra le maggiori aziende di commercio elettronico al mondo:
- Amazon.com, Inc. è una delle più grandi aziende di commercio elettronico statunitensi, con sede a Seattle nello stato di Washington, Stati Uniti d'America. Fondata con il nome di Cadabra.com da Jeff Bezos nel 1994 e lanciata nel 1995, Amazon.com iniziò come libreria online, ma presto allargò la gamma dei prodotti venduti a DVD, CD musicali, software, videogiochi, prodotti elettronici, abbigliamento, mobilia, cibo, giocattoli e altro ancora.
- eBay Inc. è un sito di vendita e aste on-line fondato il 3 settembre 1995 da Pierre Omidyar; in Italia è arrivato nel 2001 rilevando il sito iBazar. Si tratta di una piattaforma web (marketplace), di fatto molto simile ad un sito di e-commerce, che offre ai propri utenti la possibilità di vendere e comprare oggetti sia nuovi sia usati, in qualsiasi momento, da qualunque postazione Internet e con diverse modalità, incluse le vendite a prezzo fisso e a prezzo dinamico, comunemente definite come "aste online".
- Alibaba Group è una compagnia cinese privata con sede ad Hangzhou composta da una famiglia di compagnie attive nel campo del commercio elettronico, quali mercato online, piattaforme di pagamento e compravendita, motori di ricerca per lo shopping e servizi per il cloud computing. Il sito Taobao, gestito da Alibaba, è fra i 20 siti più visitati al mondo, con un numero complessivo di un miliardo di prodotti, e con il 60% della distribuzione di pacchi della Cina.

#### YouTube e i social network

Su YouTube è possibile vedere videoclip, trailer, video divertenti, notizie, slideshow e altro ancora. Nel novembre 2006 è stato acquistato dall'azienda statunitense Google per circa 1,7 miliardi di dollari. Nel 2016, secondo Alexa, è il secondo sito web più visitato al mondo, alle spalle solamente di Google.

YouTube è una società informatica fondata nel 2005 e dalla fine del 2006 acquistata da Google Inc. Il suo sito internet è il principale strumento di condivisione di filmati della rete: ogni utente può mettere online, senza controllo preventivo da parte del sito, i propri filmati e visionare quelli inseriti dagli altri. Il sito è stato spesso al centro di contestazioni, in particolare legate all'inserimento di filmati coperti da diritto d'autore o per la violazione della privacy.

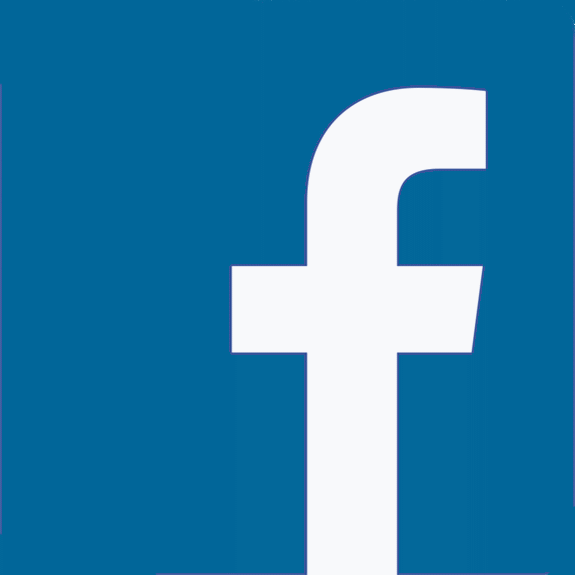
Facebook è un sito web fondato nel febbraio 2004 da Mark Zuckerberg e Dustin Moskowitz
Nato come rete di interrelazione fra studenti universitari statunitensi, Facebook ha gradualmente esteso la sua utenza all'intera rete telematica ed è divenuto il principale social network presente in Internet.

Il termine social network (in italiano "rete sociale") è diventato di uso corrente nel campo dell'informazione e della comunicazione per indicare una rete sociale nella quale i nodi sono rappresentati da attori (individui o organizzazioni) e le interconnessioni derivano da legami di varia natura (familiari, territoriali, di interesse, ecc...). Alle connessioni per le quali la componente della prossimità spaziale rappresentava tradizionalmente un elemento assolutamente centrale – le prime analisi scientifiche sui social network muovevano proprio da studi sul campo – la sempre maggiore diffusione di Internet e di terminali personali ha sovrapposto nuovi e pervasivi canali di connessione che si dipanano nel cyberspazio, grazie a servizi specializzati nella gestione e l'ampliamento delle reti sociali. Per questo, la locuzione social network finisce per essere comunemente utilizzata sia per identificare le reti sociali vere e proprie, relative a determinate persone o organizzazioni, sia per quelle strutture di servizio (portali, spazi web, piattaforme online) che offrono la possibilità di condividere informazioni con altri utenti (più propriamente denominate social networking services, o social media).
Da Sixdegrees, primo servizio di questo genere in grado di raggiungere una discreta diffusione – nato nel 1997 ed echeggiante anche nel nome la teoria in base alla quale ciascuna persona può essere collegata a tutti gli altri abitanti del mondo attraverso non più di cinque altre persone – una serie di altri servizi (come Friendster e MySpace) hanno sviluppato il concetto di social network, traslato nello spazio web. L’avvento del cosiddetto web 2.0 ha successivamente aperto nuove potenzialità, consentendo un apporto degli utenti decisamente maggiore e dando la possibilità di realizzare pagine web dinamiche, altamente personalizzabili con contenuti specifici, differenziati in base al fruitore.
Un ulteriore salto tecnologico si è registrato con l’ampia diffusione di terminali personali connessi al web (smartphone, tablet, ecc.). La continua ascesa di servizi come Facebook (lanciato nel 2004), Twitter, Foursquare (basato sulla condivisione di informazioni rispetto a luoghi specifici) e la successiva entrata in questo campo di attività del gigante Google (con Google+) hanno rivoluzionato per più aspetti il mondo della rete. Se nella fase precedente i siti più visitati (fatta eccezione per quelli dei motori di ricerca) erano i portali, spazi web che fornivano o riorganizzavano informazioni attraverso costosi e complessi processi redazionali, in quella che è stata definita l’epoca dei social network gli spazi web più frequentati sono divenuti delle "infrastrutture" che veicolano informazioni provenienti dagli stessi utenti.
Frequenti sono i casi in cui i media tradizionali hanno dovuto far ricorso ai social network in qualità di fonte primaria, ribaltando così la tradizionale logica di gestione topdown dei contenuti informativi. Anche la società contemporanea viene fortemente influenzata dalla sovrapposizione tra reti sociali personali e infrastrutture web: un momento importante in tal senso è considerata l’elezione di Barack Obama alla presidenza degli Stati Uniti (2008), il quale in campagna elettorale aveva fatto ampiamente ricorso ai social media.
Il fenomeno dei social network evidenzia anche ulteriori aspetti innovativi nel campo del marketing, tanto per le società che lo utilizzano a questo scopo, quanto per il fatto che gli stessi social network ottengono una pubblicità gratuita a spese degli utilizzatori. Si pensi per esempio alle corporation o alle istituzioni che pubblicano messaggi promozionali nei quali compare "seguiteci su" un determinato social network (con relativo logo), con un effetto di rafforzamento cumulativo del servizio e della sua posizione nel mercato, che diviene difficilmente contendibile.
Prevalentemente per fattori culturali (il più notevole dei quali è quello linguistico), la diffusione dei sistemi di social networking può variare in base alla posizione geografica considerata. Se nel corso del 2011 il più diffuso al mondo era Facebook, con una stima di oltre 640 milioni di utenti registrati, il popolare servizio non deteneva però il primato in Brasile (dove prevaleva Orkut), in Russia (Vkontakte), in Giappone (Mixi) o in Cina (Qzone). Con una vertiginosa crescita nell'anno successivo, Facebook si accredita nell'ottobre del 2012 il superamento del miliardo di utenti a livello mondiale.Nel 2018 e in anni successivi, TikTok è esploso ed ha consolidato la sua popolarità, grazie alla formula, rivoluzionaria per l'epoca, di un algoritmo che mostra video brevi in base agli interessi dell'utente, talvolta intervallati da pubblicità. Google e Facebook (ora Meta), per sfidare la piattaforma cinese, hanno integrato funzionalità analoghe, rispettivamente Shorts (su YouTube) e Reels (su Instagram).
Ai social network viene attribuito un notevole potenziale commerciale sia perché – per la loro stessa logica di funzionamento – gli utenti che li utilizzano riversano in essi una miniera di informazioni personali, favorendo il targeting pubblicitario, sia perché le informazioni commerciali hanno la possibilità di essere veicolate mediante reti già esistenti di relazioni interpersonali e di fiducia. I social network possono influire grandemente sulle relazioni sociali e sull'evoluzione del linguaggio, sia per limiti tecnici che talvolta impongono (come il numero massimo di caratteri in un post) sia perché introducono nuove forme di comunicazione dirette e rapide (per es. il "mi piace", l’icona con il pollice alzato che testimonia l’apprezzamento di un post).

#### Il cloud computing

La nuvola del Cloud Computing

Di recente sviluppo è il cloud computing (letteralmente, "elaborazione a nuvola"), cioè la tecnologia che permette di utilizzare come se fossero risorse locali risorse informatiche software e hardware disponibili online, offerte come servizi da reti di server remoti (clouds o nuvole; "remoto" vuol dire "a distanza") accessibili attraverso Internet. Il computer dell'utente diventa un'interfaccia per accedere a contenuti e servizi condivisi in rete, senza più la necessità di avere una memoria (disco fisso), programmi applicativi e un sistema operativo; il cliente non compra più il prodotto software, ma il servizio (software as a service); inoltre può acquistarlo secondo le modalità e i volumi che gli interessano, con sostanziale guadagno di efficienza nella transazione. Il cloud computing si presta a essere usato non solo da personal computer ma anche da netbook, tablet e smartphone ed esercita una forte influenza su settori tradizionali, quali la musica, l'editoria, il cinema e la distribuzione. Si possono distinguere tre tipologie fondamentali di cloud computing:
1. software as a service (SAAS), utilizzo di programmi attraverso un server web
2. platform as a service (PAAS), consistente nell'offerta di una piattaforma software costituita da diversi servizi, programmi, librerie, ecc...
3. infrastructure as a service (IAAS), utilizzo in remoto di risorse hardware

I sistemi di cloud computing suscitano critiche sul fronte della continuità del servizio (dipendenza dalla rete) e della sicurezza e riservatezza, poiché tutti i dati personali sono memorizzati su sistemi remoti.

## Impatto culturale

### Il lavoro è a rischio?
Si riporta una raccolta di articoli in cui è trattato il problema maggiore, conseguente all'automazione delle attività umane, ovvero la possibilità che molti lavori scompaiano a causa di una sostituzione delle persone con automi e intelligenze artificiali.
- 30/05/2017 Sette profezie di Bill Gates / I robot sostituiranno innumerevoli posti di lavoro umani, Il Sole 24 Ore
- 17/05/2017 I robot ci porteranno via il lavoro? «Paure lecite ma non fondate» Il Sole 24 Ore
- 22/03/2017 Lavoro, quelle competenze a prova di robot Il Sole 24 Ore
- 18/11/2016 Allarme Onu: i robot sostituiranno il 66% del lavoro umano Il Sole 24 Ore
- 28/04/2017 Con i robot in fabbrica 4 italiani su 10 vedono a rischio il posto di lavoro Il Sole 24 Ore
- 23/03/2017 Tassare i robot è una scorciatoia senza sbocchi Il Sole 24 Ore
- 25/05/2017 Il robot ci «ruba» il lavoro? Parlano imprenditori, filosofi, scienziati, sindacalisti, banchieri Il Sole 24 Ore
- 23/01/2017 Ricerca Manpower: «i robot aumenteranno i posti di lavoro» Il Sole 24 Ore
- 21/02/2017 La strana idea di tassare i robot Il Sole 24 Ore
- 21/02/2017 Robot e lavoro: gli effetti dell’automazione per settore e per mansione Info Data. Il Sole 24 Ore
- 05/06/2017 Intelligenza artificiale e Big Data. Così i robot cambiano il lavoro La Repubblica
- 29/05/2017 Jobless Society/Non è vero che i robot ci ruberanno il lavoro Corriere della Sera
- 02/06/2017 Il lavoro te lo ruba il robot: ecco le professioni che rischiano di essere soppiantate dalle intelligenze artificiali La Repubblica
- 21/12/2016 La Casa bianca sull'intelligenza artificiale: a rischio milioni di posti di lavoro, ma dobbiamo investire di più Corriere della Sera
- 17/05/2017 Sempre più spesso i robot in sala operatoria Corriere della Sera

### Conseguenze sociali e psicologiche
Uno studio fatto nella Silicon Valley lancia l'allarme: i gadget tecnologici invadenti e male utilizzati ci si ritorcono contro. Invece di aumentarla, ormai diminuiscono la nostra efficienza. Le aziende sono le prime a dover correre ai ripari. Perché la "sindrome compulsiva" che sposta la nostra attenzione "altrove", catturata dal cellulare o da Internet, ha costi immensi. Lo studio compiuto dalla società di software Harmon.ie e dall'istituto demoscopico uSamp, con sede a Milpitas in California, cerca di quantificare il danno economico: in media sono 10.800 dollari di perdite all'anno per ogni dipendente. È il valore del lavoro non fatto, o fatto così male da essere inutile o controproducente, perché interrotto da troppe sollecitazioni esterne. Oltre la metà degli americani durante il lavoro spreca almeno un'ora al giorno per le interruzioni. Mentre un tempo a ridurre la produttività erano le telefonate a casa o il gossip davanti alla macchinetta del caffè, ora il 60% del tempo perso è causato da lettura di sms, email, Internet. Il vecchio gossip resiste, naturalmente, ma ha trovato nuovi e poderosi canali di comunicazione su Facebook, Twitter, Linkedin.
Una prima scoperta di uno studio condotto da Danah Boyd è questa: i teenager di oggi «devono» socializzare usando Facebook, per mancanza di altri spazi di ritrovo con i loro coetanei. «Molti adolescenti,» scrive la ricercatrice, «hanno meno libertà di muoversi, meno tempo libero e più regole» rispetto ai loro genitori o nonni. La pressione scolastica è aumentata. Non si usa più passare ore di tempo libero a spasso con gli amici dopo la scuola, (anche per ragioni di insicurezza, o presunta tale, si scopre che almeno in America gli adolescenti oggi passano meno tempo a zonzo per la strada rispetto a quel che facevano i loro genitori). «Facebook, Twitter, le foto con l'instant messaging sostituiscono quello che era il cinema drive in negli anni Cinquanta e lo shopping mail negli anni Ottanta. Ogni generazione di adolescenti ha uno spazio differente che decide come lo spazio "cool"». Oggi lo spazio "cool" per frequentare gli amici si chiama Facebook, Twitter, Instagram; «Gli adulti non lo capiscono perché interpretano questi fenomeni deformandoli alla luce delle proprie ossessioni, fobie, nostalgie e ricostruzioni distorte del passato. È un luogo comune dire che gli adolescenti sottovalutano i pericoli per la loro riservatezza, si "denudano" (talvolta in senso letterale) su Facebook senza valutarne le conseguenze». Migliaia di interviste della Boyd rivelano l'equivoco profondo. I teenager sono preoccupati della loro privacy, eccome. Però hanno una gerarchia di timori ben diversa da quella dei genitori. Quasi nessuno teme di essere "spiato dal governo", né si spaventa che Google o Facebook saccheggino le sue conversazioni a scopi commerciali, di pubblicità e marketing.
Secondo il sociologo Zygmunt Bauman, la rivoluzione digitale ha contribuito a rendere più fragili i legami affettivi. In Amore Liquido (2003), sostiene che il networking «promette una navigazione sicura (o quanto meno non letale) tra gli scogli della solitudine e dell'impegno, tra il flagello dell'esclusivo e la morsa d'acciaio di vincoli troppo stretti, tra un irreparabile distacco e un irrevocabile coinvolgimento». La chat è fine a se stessa, «il senso di appartenenza sta nel parlare, non in ciò di cui si parla». Scopo del parlare e dell'inviare messaggi non è più quello di sottoporre la parte recondita dell'animo all'esame e all'approvazione del partner: la "circolazione" di messaggi "è il messaggio", non importa il contenuto. L'avvento della prossimità virtuale rende le connessioni umane al contempo più frequenti e più superficiali, più intense e più brevi. Le connessioni tendono a essere troppo superficiali e brevi per condensarsi in legami. Incentrate sull'attività in corso, esse sono protette dal pericolo di tracimare e coinvolgere i partner in qualcosa che va al di là del tempo necessario a comporre e leggere un messaggio e dell'argomento in esso contenuto – contrariamente a ciò che fanno le relazioni umane, notoriamente diffuse e voraci. Sembra che la conseguenza più feconda della prossimità virtuale sia la separazione tra comunicazione e relazione.
Quanta più attenzione umana e sforzo di apprendimento è assorbito dal genere virtuale di prossimità, tanto meno tempo si dedica all'acquisizione ed esercizio di doti che l'altro genere di prossimità, quello non virtuale, richiede. Tali doti cadono in disuso – vengono dimenticate o mai imparate, disprezzate oppure sfruttate, se proprio non se ne può fare a meno, a denti stretti. Il loro sviluppo, se richiesto, può implicare uno sforzo immane e forse addirittura insormontabile. E tutto ciò non fa che accrescere ancor più le attrattive della prossimità virtuale. Una volta iniziato, il passaggio dalla prossimità non virtuale a quella virtuale acquista un moto proprio. Per i cuori solitari di oggi, discoteche e bar per single sono ricordi del passato. Non hanno sviluppato abbastanza (né temono di non averlo fatto) le doti di socialità necessarie a fare amicizia in tali luoghi. Inoltre, frequentarsi su Internet presenta vantaggi che gli appuntamenti "ad personam" non possono offrire: in questi ultimi, una volta rotto, il ghiaccio può restare rotto oppure sciogliersi una volta per tutte, ma con gli appuntamenti in rete è tutta un'altra cosa. Gli utenti dei siti di appuntamenti online possono frequentarsi "in tutta sicurezza", certi del fatto che possono sempre tornare sul mercato per un altro giro di shopping sentimentale.

### Reazione dell'economia tradizionale
Ogni grande invenzione, ogni grande cambiamento, comporta la fine di qualche mestiere o di interi comparti economici. La rivoluzione digitale, forse più di qualsiasi altro cambiamento epocale, ha avuto effetti devastanti sull'economia tradizionale, anche se il risultato di tali sconvolgimenti non è ancora del tutto evidente. Finché a sparire sono stati piccoli mestieri come quelli del dattilografo o dello stenografo, oppure servizi ormai desueti come il telegramma, la reazione è stata blanda, ma quando il cambiamento introdotto dalla rivoluzione digitale ha iniziato a intaccare gli interessi delle grandi aziende allora la reazione è diventata molto più evidente.
La prima grande vittima della rivoluzione digitale è stata l'industria discografica. Le aziende discografiche hanno, fin dall'inizio, reagito furiosamente e ciecamente contro le nuove tecnologie digitali atte alla diffusione dei contenuti. I presidenti di grandi colossi come Sony, Emi, Warner, invece di cogliere il cambiamento in atto e di sfruttarlo a loro favore, hanno deciso di dare battaglia, con ogni mezzo possibile, per porre freno alla diffusione digitale dei contenuti. Per raggiungere il loro improbabile obiettivo le Major hanno tentato varie strade: l'introduzione di leggi sul copyright sempre più severe, l'inserimento di sistemi anti copia nei media posti in distribuzione, l'avvio di azioni legali di massa contro gli utenti che scaricano musica via internet, la chiusura di servizi di P2P (il caso più famoso fu quello di Napster). I risultati, quale sia stata la strada intrapresa, sono stati totalmente disastrosi, tant'è che oggi, forse troppo tardi, alcune di queste multinazionali hanno deciso di fare marcia indietro, rivedendo le loro strategie commerciali.
Nel frattempo anche le grandi compagnie telefoniche cercano di reagire al danno economico causato dalla diffusione delle tecnologie VOIP, e allo stesso modo le televisioni tradizionali tentano di arrestare l'inesorabile avanzata dei nuovi media digitali; la battaglia in questo caso è sulla neutralità della rete, i grandi media stanno cercando, con leggi apposite, di prendere il controllo di internet per poterne veicolare il contenuto a loro piacimento, proprio come ora avviene con i media tradizionali: giornali, radio, televisioni. Naturalmente la guerra intrapresa, almeno per ora, non ha sortito gli effetti desiderati, e anzi ha probabilmente prodotto effetti deleteri sull'immagine dell'industria tradizionale, che nelle higorà, agli occhi dei cybernauti, ha assunto connotati decisamente negativi.

### Manifestazione a favore della Net Neutrality
Anche nell'editoria sta avvenendo lo stesso. I grandi editori si sono lanciati con estrema timidezza nel mercato digitale. Gli ebook spesso costano troppo e sono protetti da DRM. La reazione contro la pirateria non è forse spropositata come quella delle case discografiche e cinematografiche, ma questo perché probabilmente il mercato è ancora troppo ristretto e asfittico per causare vere e proprie perdite agli editori. La loro strategia attuale è tardare il passaggio il più a lungo possibile. Sono stati fatti timidi passi, si veda l'accordo di Mondadori con Kobo, nonché la recente acquisizione di Anobii, che fa sperare in un cambio di marcia, tuttavia la strada sembra lunga e tortuosa.

### Diritto d'autore
La problematica principale che deriva dalla rivoluzione digitale riguarda il diritto d'autore: con la diffusione di opere di ingegno su supporto digitale è divenuto necessario ripensare completamente l'approccio a tale diritto e alla proprietà intellettuale in quanto il sistema giuridico si fonda sulle difficoltà di natura tecnica che rendono difficile il fenomeno della copia illegale.
Attraverso la digitalizzazione dell'opera è possibile scorporarla dal suo supporto fisico e trasformarla in un flusso di dati che rende la trasmissione delle opere immediata, con minime difficoltà tecniche di riproduzione con costi molto bassi e senza nessun degrado qualitativo. La dematerializzazione dell'opera, inoltre, ha reso possibile l'eliminazione della figura dell'intermediario, così che l'artista possa rivolgersi direttamente al fruitore senza passare attraverso l'industria culturale. Resta irrisolta la necessità di mantenere archivi fisici che tutelino le produzioni d'ingegno dalla fragilità dei contenuti digitali, dalla rapida obsolescenza dei dispositivi e dei formati, dalla necessità della funzionalità di dispositivi per usufruire di contenuti.
Il dibattito relativo al diritto d'autore vede contrapporsi due posizioni divergenti: ai sostenitori della libera circolazione delle idee si oppone chi vuole una regolamentazione più rigida e severa.

## Università
L'importanza di questo tema centrale nell'ottica storica e tecnico-scientifica odierna ha fatto sì che le Università cominciassero a trattare questa questione: è nato, infatti, nel febbraio 2012, al Politecnico di Torino un corso chiamato proprio "Rivoluzione Digitale" a cura del prof. Juan Carlos De Martin, che si occupa di queste tematiche.